# ジンキシリーズの登場人物
ジンキシリーズの登場人物（ジンキシリーズのとうじょうじんぶつ）は、綱島志朗の漫画作品『ジンキ』を始めとする一連のシリーズ作品に登場する架空の人物について記述・解説したもの。またそれを原作とする他メディア作品に登場する架空の人物についても説明する。「声」はメディアミックス作品における担当声優。
本記事では以下のような表記を行う。
- 津崎青葉が主人公である話：1988年
- 柊赤緒が主人公である話：1991年（旧・エクステンド）
- 新シリーズ『ジンキ・エクステンド〜リレイション〜』：リレイション
- ゲーム作品『JINKI EXTEND Re:VISION』：Re:VISION
- ゲーム作品『JINKI RESURRECTION（ジンキ・リザレクション）』：リザレクション
- ゲーム作品『JINKI -Unlimited-』 / 『JINKI -Infinity-』：Unlimited / Infinity

漫画作品の各分類に該当するシリーズ・巻はジンキシリーズ#ストーリーを参照。
箇条のない記述は“1988年”の内容。搭乗機は主要のもの。

## 1988年からの登場人物

### カナイマ・アンヘル
津崎 青葉（つざき あおば）
声 - 折笠富美子（テレビアニメ版） / 遠野そよぎ（ゲーム『Re:VISION』）/ 青山ゆかり（ゲーム『リザレクション』PC版） / 友永朱音（ゲーム『リザレクション』PS4・Switch版） / 風花ましろ（ゲーム『Unlimited / Infinity』）
搭乗機：モリビト2号（下操主だったが、後に単独操主になる）→モリビト2号エクステンド
1988年での主人公。プラモデル作りが大好きな少女。13歳。髪型は黒髪のロングストレート。血続である。
ある日突然ベネズエラへ連れて行かれ、人機・モリビト2号と出会う。その後アンヘルに加わり、操主としてテーブルマウンテンから現れる古代人機と戦うことになる。人機を操る天性の才能を持っておりその技術は戦いのなか開花していく。また超能力のような感性の鋭さも持ち合わせていて、隠されたものを見つけ出すのが得意。小河原両兵（後述）とは幼馴染（漫画版のみ）。
負傷した小河原現太（後述）の代わりにモリビト2号の下操主を務めることとなり、最初は戦闘に怯えもしたが、戦いを経験するうちに高度な操縦技術「ファントム」をも会得するようになる。やがて最大の敵、モリビト1号を操る黒将（後述）を最初の戦いでは退け、八将陣の人機五体がかりの攻撃すら撃退するほどの強さを持つに至り、両兵と共に黒将との最終決戦に挑んで真機・モリビト2号エクステンドの力で勝利した。
少々引っ込み思案なところもあったが、ラ・グラン・サバナにてモリビト2号や仲間たちに出会ったことでその運命は大きく変わり、強く大きな心を育ませていく。
1991年（旧・エクステンド）
搭乗機：ナナツーウェイ青葉カスタム
黒髪のロングストレートはそのままに、美しく成長している。
日本にいる八将陣を黄坂ルイ（後述）たちに任せモリビト2号を託し、自身は行方不明の母・津崎静花（後述）を探すために南米に残った。
レジスタンスからは「黒髪のヴァルキリー」と呼ばれシンボル的存在となっており、「キョム」と戦い続けている。空中ファントムもすでに会得しており、その卓越した人機操縦能力とラ・グラン・サバナ、そして人機を愛する心に全く翳りはない。
専用にカスタマイズされたナナツーウェイに搭乗する。なお、『旧・エクステンド』1話には青葉らしき少女とその背後に屈んでいる謎のモリビトタイプが描かれているが、その詳細は不明。
テレビアニメ版では赤緒が暗黒面に取り込まれる事態が発生したことを知らされ、急遽日本に帰国。再びモリビト2号のパイロットに復帰し、赤緒の操縦するキリビト・ザイと熾烈な戦いを繰り広げた。
Re:VISION
搭乗機：マサムネ
たびたび名前は出てくるが、彼女自身の登場は最終決戦までない。マサムネを駆り、宇宙での戦闘に介入する。

小河原 両兵（おがわら りょうへい）
声 - 竹若拓磨（テレビアニメ版） / 一条和矢（ゲーム『Re:VISION』） / 杉田智和（ドラマCD『リレイション』） / 霧島陽炎（ゲーム『Unlimited』） / 荻原秀樹（ゲーム『Infinity』）
搭乗機：モリビト2号（上操主）→ナナツーウェイ（上操主）→モリビト0号→モリビト2号エクステンド（機体と同化）
津崎青葉を南米へ（拉致同然の形で）連れてきた張本人。カナイマ・アンヘルに所属し、父・小河原現太と共にモリビト2号の操主を務めていた。短気、径行な性格の青年。青葉とは幼馴染の17歳。
操主としての腕はトウジャCXの上操主・勝世（後述）を圧倒するなど一般の水準以上のポテンシャルを有していたが、シバ（後述）など血続におよぶほどではなかった。しかし、父の死が切っ掛けとなり人機に“取り込まれ”、青葉と共に「命の力」に目覚める。「エクステンドチャージ」を使いこなせるようになった両兵は、優れた血続である青葉と互角に渡り合えるほどの力を発揮した。
人機に“取り込まれた”ことにより暴走し、青葉と対決することとなるが、決意を持った青葉に倒され開放される。その後、黒将との最終決戦に挑み、真機・モリビト2号エクステンドに自ら同化した両兵はその力で青葉と共に黒将を倒す。『ジンキ・リザレクション』では主人公を務めるが、何らかの理由で記憶喪失になっている。
1991年（旧・エクステンド）
アンヘルから離れて父の敵である「刀使い」（黒将）を探す旅をしていたが、日本にて柊赤緒（後述）と出会ったことを通じて黄坂南（後述）らと再会、再びアンヘルに加わる。主力人機が血続専用機となったため、操主としては一線を退き赤緒たちのサポートをしている。1988年からの3年間で優れた剣術使いとなっており、八将陣のシバや父・小河原現太の旧知であるヤオ（後述）らと互角の腕を持つ。普段は橋の下でホームレス同然の生活を送っていて主食はカップラーメンという日々を送っている。
そんな彼だが曲がりなりにもアンヘルの新リーダーとしてその存在がある。操主らの統率者が必要と感じた南にその指導力を買われて推薦され、それを受けている。
リレイション
赤緒と共にモリビト天号で出撃した際、戦闘に巻き込まれた蒼旗を発見し人機を降りて助けるが建造物の破片の下敷きとなってしまう。しかし直前にアルファーを使い肉体と命を切り離して幽霊のような状態で存在し続けており、以後は蒼旗を支えている。
現在、彼の姿が見えるのは蒼旗とアルマジロウ（歩間次郎）のみ。また蒼旗の影響で姿を現すことができている様子で、彼の傍にいなければ消えてしまう。だが両兵自身、死体は探しても見つからなかったと言っており、復活できる可能性を語っている。
Re:VISION
搭乗機：ホワイト＝ロンド
「エクステンド」とほぼ同様の経緯だが、顕がいるため彼はほとんど人機に乗らず、主に白兵戦で活躍する。人機に乗って戦うのは彼にとって危険なため、人機戦闘における前線指揮は顕に任せている。
顕の説得にも応じようとしなかったが、直後の格納庫建設では共にモリビト2号を乗っ取り喧嘩を強引に仲裁したりするなど、コンビネーションを見せた。
ルイの告白を受けた時には、彼自身は青葉を選んでいることをはっきりと告げる。
最終決戦ではホワイト＝ロンドに「間借りして」、戦った。

黄坂 ルイ（こうさか ルイ）
声 - 田村ゆかり（テレビアニメ版） / 北都南（ゲーム『Re:VISION』） / 唯香（ゲーム『リザレクション』） / 相模恋（ゲーム『Unlimited』） / 湯宮由海（ゲーム『Infinity』）
搭乗機：ナナツーウェイ（下操主）→モリビト2号（下操主）→ナナツーウェイ（トレースシステムによる単独操縦）
たまに動く“蟹の鋏”の髪留めがトレードマークの美少女。11歳ながら人機操主としてのキャリアを持つ。身長149cm。血続。天性のものか、小さい体に抜群の運動能力を秘める。
黄坂南の養女であり、本名はルイ・ウインドゥ。養母・南のもとで「回収隊ヘブンズ」の唯一の隊員を務めていた。プライドが高くクールな性格の持ち主だが時々イタズラや照れ隠しなどの子供らしい一面を見せる。
青葉とはライバルかつ親友といった仲。度々行き過ぎて衝突してしまうこともあるが、危機的状況では必ず互いに助け合う。ルイとのモリビト2号の下操主の座をかけた人機を使ってのボール取り合戦が切っ掛けで、青葉はファントムを会得した。ルイはモリビト1号機との最初の対決でモリビト2号の下操主を務め、ぶっつけ本番でファントムを成功させている。
また両兵に惹かれており、青葉とは操主においても恋においても負けられない関係である。しかし、しばしば模擬戦を繰り返し、互いに研鑽し合いながらもその信頼に揺るぎはなく、アンヘルの仲間として共に戦う。カラカスの戦いではキョムの軍勢に苦戦を強いられるベネズエラ軍に加勢し、守るべき養母のためアンヘル部隊と共に飛行ユニット装備のナナツーウェイで馳せ参じた。
テレビアニメ版の企画当初は彼女を主人公とする案があった。テレビアニメ版の終盤でルイがナレーションを行っているのはその名残りである。
1991年（旧・エクステンド）
搭乗機：ナナツーマイルド
3年前は「質」の青葉と相対して「量」のルイといわれていたが今では両方を兼ね備えている。
東京に輸送中のモリビト2号を敵から守るために遠隔操作し、そのため消耗したことがあだとなり八将陣の一人、カリス・ノウマン（後述）に対するも倒される。カリスに性的暴行を受け、さらに命まで奪われそうになるが、偶然出くわした赤緒と駆けつけた両兵に助けられ保護された。
その後再び戦線に復帰し、ナナツーマイルドでカリスのバーゴイル・シザーを撃破して雪辱を果たす。
リレイション
現在は行方不明となっている模様だが、ビックナナツー艦橋に死んだと思われていたイールが登場し、仮面を外した時、ルイ本人であることが確認。
Re:VISION
搭乗機：ナナツーマイルド、ナナツーマイルド・エクステンド
ヒロインの一人として登場。「エクステンド」と同様の経緯で参入。
顕に対しては他の人物と比べてもキツい態度を取っているが、同時に期待をかけ、信頼を寄せている。また、時折顕の行動に不満を示していたり、突っかかったりするなど何か特別な感情を抱いているような素振りを見せる。原作同じく、両兵に思いを抱いていて、自分の部屋で告白したが断られ、偶然居た顕に慰めてもらうという形で関係は急展開を迎えた。
両兵との関係や実父・コールと敵として再会したことなど、自身を取り巻く様々なことに苦しむことになる。
結構な大食いであることが判明。学園祭のコスプレ喫茶ではネコミミメイドの衣裳を着用。

黄坂 南（こうさか みなみ）
声 - 鷹森淑乃（テレビアニメ版） / 七生みこと（ゲーム『Re:VISION』） / 遠藤綾（ドラマCD『リレイション』）
搭乗機：ナナツーウェイ（主に上操主）→ホワイト＝ロンド（下操主）
黄坂ルイの義母で「回収部隊ヘブンズ」のリーダー。人機操主。明るく屈託のない性格の25歳。
その明るさで、現太が負傷したことの原因を自分が作ったことで落ち込む青葉の支えとなった。また初めて操主として戦い、怯える青葉のために古代人機に顔の落書きを描き緊張を和らげるなど、ルイと共にナナツーウェイを駆り巧みにモリビト2号をサポートする。
現太が隠していたモリビト1号を黒将に見つかる前に破壊する際、277mm機銃砲を携えたナナツーウェイに両兵と共に乗り込み、モリビト1号との対決に青葉&ルイのモリビト2号、広世（後述）&勝世（後述）のトウジャCXと共に挑んだ。
当初髪型はショートカットだったが、ルイの血続操主としての訓練に同行する条件としてダビング・スール（後述）から「ロングにしてください」と言われ、以降はロングヘアとなる。カナイマ・アンヘルがベネズエラ軍の管理下に置かれてからはルイと共に軍部施設で暮らすことに。
黒将と関わるダビングを訝しく思いながらも幾らかの人となりを知り、カラカスの戦いで戦死する彼に最後まで付き合った。
1991年（旧・エクステンド）
新たなアンヘルの責任者に就任。
日本に来て早々、東京に現れた人機について記者会見をするはめになるが、人機およびロストライフ現象などの機密事項を暴露した挙句、操主の募集をメディアを通して呼びかけるという責任者らしからぬ暴挙を披露した。（この後にメディアの力を思い知ることになる）
アンヘルの責任者を両兵に譲った後は、彼のバックアップに努めることとしている。
リレイション
アンヘルの主立ったメンバーとして活動している（責任者であるのかは不明）。日本で新たに擁したモリビト天号がキリビト・ザイを撃破した後、蒼旗らメンバーと共にビッグナナツーで海外遠征に発つ。
Re:VISION
搭乗機：ホワイト＝ロンド
「エクステンド」と同様の経緯でトーキョー・アンヘルを設立、責任者となる。両兵の腹にパンチをかまして捕まえるなど、強引さは変わらない。
最終決戦ではホワイト＝ロンド（いわく秘蔵の機体）に両兵と共に乗り、戦った。
戦いが終わった後、クローンの寿命限界突破のための研究設備をセシルに提供することを申し出るが、当然その資金源はベネズエラ政府だと思われ、「思いっきりふんだくる」つもりでいる。

歩間 二郎（あるま じろう）
声 - 水田わさび（ドラマCD『JINKI:EXTEND 竜神島レミングス』）
ルイが幼いころより飼っているココノオビアルマジロ。
ペットとしてその存在があるが、ベネズエラ軍に強制介入されたカナイマ・アンヘル基地から脱出するとき両平がブラフに用いたり、エルニィ立花（後述）がフィリプス（後述）に銃を向けたアーケイド（後述）を牽制するために「投げつけ」たりと、意外なところで役に立っている。
知能は非常に高く、人の言葉をきちんと理解している。
初登場は作者が描いたオマケの4コママンガ『ルイとビン』。その後同じく描かれた4コママンガ『ルイのアルマジロな生活』にて命名の経緯が明かされる。実は本編への登場はそれらオマケ作品からのスピンオフ。飼い主であり名付け親のルイの呼び方は「アルマ（・）ジロウ（片仮名）」。青葉は「二郎さん」と呼ぶ。
テレビアニメ版では「TVを見るときは部屋を明るくして〜」と冒頭で視聴者へ向けて注意を呼びかけるアイキャッチに登場した。
リレイション
ビッグナナツーに同乗している。
どういう訳か肉体を失った両兵の姿が見える様子。メメント・マトリクスではサッカボールになって登場する。
両兵の姿が見えるため、モリビト天号に乗り合わせている。

津崎 静花（つざき しずか）
声 - 雪野五月（テレビアニメ版）
カナイマ・アンヘルの責任者。津崎青葉の母親。彼女自身操主ではないが血続。娘・青葉との仲は険悪で、遺産の相続のためだけに娘を手元に置こうとするなどおよそ実の母親とは思えない行動をとる。実際はベネズエラ政府首脳陣と裏で関わる黒将の協力者であり、黒将が表立った行動を起し始めてからは、青葉をはじめとするアンヘルの面々の敵となる。
しかし、モリビト2号と1号との戦いの果て、母を想う青葉の心に触れて廃人化。カナイマ・アンヘルに保護されていたが、ベネズエラ軍がカナイマ・アンヘルを管理下に置いた際、ダビングと通じる黒将が連れ去り、軍施設に収容される。
その後の行方は不明であるが、黒将との最終決戦で危機に陥った青葉の意識の中に現れた静花は真心を語り、津崎母娘の確執は消える。黒将を倒した青葉は、「必ず探し出す」との静花との約束を果たすべく母の行方を追っている。
テレビアニメ版では広世を用済みとして狙撃するなど非道ぶりに拍車がかかっている。だが原作同様、廃人化する展開となっており、静花は12話（TVオンエア最終話）の青葉のモリビト2号と赤緒のキリビト・ザイとの決戦にて青葉の意識の中に現れた。また同話でのエンディングで青葉は彼女の病室に見舞いに訪れており、13話（OVA）では完全に和解する母娘が結末として描かれている。
1988年以前
少女時代、津崎家に訪れた日野白矢（後述）と出会う。彼を連れた小川原現太とはこの時、すでに面識があった様子。
高津重工の関係者である父と共に渡った先のベネズエラで、人機の開発に参加した白矢と再会。親しくなりやがて恋仲となる。“1988年”で静花が身に付けているペンダントはこの当時、白矢が血塊を磨いて作り、彼女にプレゼントしたもの。
数年の間、ベネズエラでの平穏な日々を過ごしていたが、人機操主である白矢を脅迫して利用するため、軍部のタカ派に拉致された静花は大勢の男にレイプされてしまう。さらに心を闇に飲まれた白矢からも暴行を受け、静花は身篭る。白矢との間に儲けたその子こそ津崎青葉であるが、前述の経緯から彼女は我が娘の父親が彼であることを信用できなかった。
また成長した静花は、黒将と名を変えた白矢に従って「八将陣計画」の推進に関わっていたことが、当時の彼女、そして黒将に協力したダビングの回想により語られている。
Re:VISION
精神が命の河と一体化し、黒将に抗う顕のもとに現れ、その背中を押した。

小河原 現太（おがわら げんた）
声 - 納谷六朗（テレビアニメ版）
搭乗機：モリビト2号（下操主）→モリビト0号
小河原両兵の父親。カナイマ・アンヘルの人機操主で、組織の中心的存在である一人。剣術の達人。
1度は怪我が原因で人機を降りるが、黒将を追うために再び人機に乗り戦う。
人機操主としての腕は血続である黒将に一歩およばないものの、モリビト0号でファントムを使っての居合い斬りを放ちベネズエラ軍のトウジャCXを圧倒するなど、その腕は正規軍人の操主にも引けを取らない。
壮年ながらも若かりし日に劣ることのない剣技を保っており、両兵にも手ほどいていたようだが、テーブルマウンテンでの黒将との死闘の中かつて彼に殺された妻・赤菜とそっくりの少女を庇い深手を負う。その怪我が元で息子・両兵の腕の中で逝去した。
だが、父を殺された怒りと憎しみに囚われ人機に“取り込まれた”両兵と対峙し混乱する青葉を導き、黒将との最終決戦で危機に陥った両平の意識の中に現れるなど、その心は死してなお「人機の未来」を後継する若者らを諭し見守る。
1988年以前
搭乗機：モリビト0号
日野白矢の剣の師匠にして友人。白矢と共に身体能力を買われ「才能機（人機）」のテスト操主として開発に参加しベネズエラに渡る。そこで大池赤菜と出会い結婚。
その後、人機に“取り込まれ”暴走した白矢を止めるためモリビト0号でモリビト1号と対決。人機の性能と血続である白矢の能力の前に機体は大破するも、最後に報いた一撃により相討ちとなる。しかし白矢に赤菜を殺され、彼は最愛の妻を失った。
Re:VISION
死後に命の河と一つになっていた。黒将に抗う顕のもとに現れ、その背中を押した。

川本 宏（かわもと ひろし）
声 - 平川大輔（テレビアニメ版）
カナイマ・アンヘル技術スタッフ。アダ名なのか両兵は「ヒンシ」と呼ぶ。メンバーの中では若手だが、人機の技術はスタッフ中ナンバー2に位地する。
普段は頼りない雰囲気の青年技術者だが、カナイマ・アンヘルを管理下に置いた軍に捕虜とされた時には抵抗するなどいざとなれば底意地を見せる。
年の離れた妹・川本さつき（後述）が日本に居る。
グレン・ハーデン、古屋谷 英男（こたにや ひでお）
声 - 望月健一、丸山壮史（テレビアニメ版）
カナイマ・アンヘルの技術スタッフ。
山野 武利（やまの たけとし）
声 - 飯塚昭三（テレビアニメ版）
カナイマ・アンヘルの技術スタッフを束ねるベテランで、スタッフメンバーからは「親方」の愛称で呼ばれている。口より先に手が出るタイプ。開発当初より人機に関わる数少ない人物の一人であり、小河原現太と日野白矢の関係、「アンヘル」設立の経緯を良く知る男。
カナイマ・アンヘルがベネズエラ軍の強制介入を受けたとき、モリビト、トウジャ、ナナツーの血塊炉を青葉・両兵に託し彼らを逃がす。しかしその時の軍との争いで足に銃撃を受け重傷を負う。
1991年（旧・エクステンド）
マサムネを製造するなど新たな人機の開発に尽力しているが、足への銃撃は捕虜として不当な扱いを受けたため治療が遅れ、それがもとで患った障害により不自由な体として車椅子を与義なくしている様子。

石傘 純柱（いしがさ じゅんじ）
声 - 藤本譲（テレビアニメ版）
山野と同じ開発当初より人機に関わる人物。人機の設計を担当している。山野とは気安い仲のようだが、こと人機の設計に関しては互いに意見が食い違い言いあらそうことも。
ジョーイ 中西（ジョーイ なかにし）
アンヘルスタッフの一員で調達係担当。
実は黒将の派遣した八将陣側のスパイであり、一度はアンヘルを裏切ったが、利用されていることに気付き再び仲間になる。

### ルエパ・アンヘル、ウリマン・アンヘル
エルニィ 立花（エルニィ たちばな）
声 - 川上とも子（テレビアニメ版） / 金田まひる（ゲーム『Re:VISION』） / 日笠陽子（ドラマCD『リレイション』） / 柏木逢花（ゲーム『リザレクション』） / みたかりん（ゲーム『Unlimited』） / のはらゆうか（ゲーム『Infinity』）
12歳。人懐っこい性格のボーイッシュな少女。一人称は「ボク」。
青葉は最初会ってからもしばらく男の子だと思っていた。人機設計者である立花相指（後述）の孫娘であり、IQ300の天才。青葉とそれほど変わらない歳でありながら人機技術者を志す。祖父ゆずりのイタズラ好きなところがあり、相指からは「エル坊」と呼ばれていた。
幼くして大学に飛び級するほどの彼女ではあったが反面家庭環境は満たされてはおらず、両親に避けられ相指のもとに預けられる。それ故にか冷めた目で世の中を見るところがあった。しかしサッカーにうち込んだことや青葉や両兵と出会ったことで、心意気新たに人機の研究開発に取り組むようになる。
1991年（旧・エクステンド）
搭乗機：ブロッケントウジャ
15歳。人機技術者であり、血続としての操主でもある。身長152cm。明るく元気な性格はそのままに、日本でアンヘルの一員としてキョムとの戦いに参加する。
若くして人機の設計主任を務めており、メルJ・ヴァネット（後述）のシュナイガートウジャや自身の搭乗機・ブロッケントウジャは彼女の設計によるもの。メルJとはよく喧嘩をしているが、彼女の身の上を知ってからは徐々に心境が変化している。3年前と変わらずサッカーが大好きで、ブロッケントウジャにサッカーボールらしき武器を装備し、自らもまたアルファーを用いてサッカーボールを武器とする。
エルニィのシリーズにおいての初登場はこの“1991年（旧・エクステンド）”（シリーズ第2作『ジンキ・エクステンド』）である。
リレイション
搭乗機：ブロッケントウジャ、モリビト天号（上操主）
“1991年（旧・エクステンド）”から変わらず、人機技術者であり、血続としての操主。新型人機、ハイアルファーなどに続いて折り良く黒い波動が現れたことから戦っている相手がキョムであることを疑問視する。
ハマド・アランドラ（後述）の「メメント・マトリクス」に冒された際、12歳以前の現在とは違う性格であった過去の彼女が登場。祖父・相指（と融合した蒼旗）の影響でサッカーをはじめ、それを通じて現在の朗らかな性格に変わっていく過程が詳しく紐解かれる。普段彼女が身につけている腕のリングが、相指との思い出のものであることも明らかにされた。
初めは蒼旗を「でこっぱち君」と呼び、それほど関わりがあったわけではないが、「メメント・マトリクス」の一件以来は名前で呼ぶようになり、彼にキスまでしている上にその後も積極的に迫っている。
その後、不条理な「王様ゲーム」対決の際にある事情でオシリを酷く痛める。連載終了後の展開ではセシルに実験動物扱いされ、裸で磔とされたうえ、実験器具を局部につけられて涙を流すイラストを作者によって描かれている。
Re:VISION
搭乗機：ブロッケントウジャ、ブロッケントウジャ・エクステンド
ヒロインの一人として登場。「エクステンド」と同様の経緯で参入。
同年代の異性である顕との会話は「苦手」と語っているが、少なくとも作中そんな素振りは見せていない。顕に対する態度はかなり積極的で、「そっち方面」の話題は全ヒロイン中最も多い。もっとも彼女自身は「この手のことでしか会話できなかった」とEDで自嘲気味に語っている。
セシルに実験台として捕えられた時には、色々あったために相当参っていたようで、モリビト2号で救助に来た顕が自身を直視しないことに対して感情を爆発させている（無論顕に悪意はなく、黒将の影響を抑え込むために彼女を直視しようとしなかっただけである）。
今作では彼女の天才ぶりが妙な方向で発揮されることになる。

中原 月子（なかはら つきこ）
声 - 茅野愛衣（ドラマCD『リレイション』）
ルエパ・アンヘルの技術スタッフ。シールとコンビを組む。エルニィからは「ツッキー」と呼ばれている。
言うほどではないが控えめな性格。カナイマにいる古屋谷を意識しているらしく、安否を青葉に尋ねる場面も。
リレイション
搭乗機：ナナツーマジロ（3番機）
ビッグナナツーに乗り込み、技術スタッフを務める。
キッサが仕掛けてきたディミア・カウンターを受けた際には、悲しくもないのに涙が止まらなくなってしまった。
後に非武装の作業用人機として調整されたナナツーマジロ3番機にシールと共に乗り込む。

シール・ハラレィ
声 - 高森奈津美（ドラマCD『リレイション』）
ルエパ・アンヘルの技術スタッフ。月子とコンビを組む。
男勝りの口調が特徴の勝気な女性。カナイマにいるグレンを意識しているらしく、安否を気遣っている。
リレイション
搭乗機：ナナツーマジロ（3番機）
ビッグナナツーに乗りこみ、技術スタッフを務める。
キッサのディミア・カウンターを受けた際にはなんと妊娠してしまった。
ナナツーマジロ3番機に月子と共に乗り込む。

### ベネズエラ政府・軍
ベネズエラ政府首脳陣
人機による軍事大国化を望む12人のベネズエラ政府の官僚たち。秘密の会合で計画を進めている（テレビアニメ版では裏政府とも呼ばれる）。会合では素性を隠すため全員が動物の覆面を付けているが、互いに正体を知っているので全く意味がない。
現在判明しているのは国防長官（ミスタータイガー）、将軍（ミスターレオ）、大統領補佐官（名称不明、羊の覆面）。
1991年（旧・エクステンド）
アンヘルの代表者になった南に過去の八将陣およびキョムとの繋がりのことで脅されて多額の予算を請求されており、利用されているとはいえ、まだ自分たちの言うことを聞いてくれる分、静花の方がよかったと思っている。

広世（こうせ）
声 - 宮野真守（テレビアニメ版）
搭乗機：トウジャCX（下操主）
軍（恐らく静花）から人機の操主としてスカウトされた少年。モリビト2号破壊の命令を受けてトウジャCXで狙う。
青葉と交流を持ちながらも黒将の催眠術で操られ戦うことになるが、青葉の心からの説得で催眠が解かれ、黒将＝モリビト1号に青葉たちと共に立ち向かった。孤児であり、施設で育った友人たちが自分を置いていなくなっていくことに疎外感を持っており、その感情を黒将と静花に利用されていた。
テレビアニメ版では静花に人機操主としての教育を受ける場面も存在する。
キョムのカラカスの侵攻に対する防衛戦では、ベネズエラ軍・アンヘル部隊に加わり再びトウジャ（乗り継いだ別機体）を駆って戦う。
1991年（旧・エクステンド）
搭乗機：マサムネ
背も伸び青年らしく成長した。3年前と変わらず青葉に想いを寄せているが、同い年であるはずの彼女からは異性としての対象にあまり見られていない様子。トウジャを操った操主としての技術は健在で、格闘能力のないマサムネで青葉をサポートする。

勝世（しょうせ）
声 - 安藤宗二（ゲーム『Re:VISION』）
搭乗機：トウジャCX（上操主）
人機操主である青年。広世と同じくモリビト2号を破壊ターゲットとする命令を静花から受ける。
パートナーを組む広世の兄貴分で名前も似ているが血縁関係は無い（二人の名は静花が付けた）。本人は本当の兄でいたいとも思っている。催眠を受けてモリビト2号を倒すことに異常な執念を燃やす広世になお協力したが、青葉によって広世が正気に返ったことで共に対モリビト1号戦に参戦。以後はアンヘルに協力する。
プレイボーイを気取っており、「女は早いうちに手を付けておくのに限る」・「死ぬときは女の膝枕」というポリシーを持つ。
キョムのカラカス侵攻への防衛戦では再び広世と共にトウジャで戦う。
1991年（旧・エクステンド）
南米を広世と青葉に任せ操主を辞め諜報員に転職した。友次の部下となるが本人曰く、ウリマン・アンヘルのパシリ。
アンヘルの新リーダーとなった両兵にアドバイスし、催眠術にかけられたさつきを助ける力となった。またJ・ハーン（マージャ：後述）に深手を負わされ、赤緒に模擬戦でも負け失意するメルJを励ますため両兵を焚き付け助言する。
リレイション
ビッグナナツーに乗りこんでいる。女性陣の入浴を覗き見しようとするなど、女好きは相変わらずの様子。
Re:VISION
『旧・エクステンド』同様に友次の部下となっているが、今作では「高津勝世」と名乗って柊木台学園に潜入している。
顕や赤緒たちのクラスメイトになっているが、泉には「ファッション高校生」と言われてしまっているなど顕同様扱いが微妙に悪い。
やっぱり女好きは相変わらずで、顕がモテていることには時々暴言を吐く。
顕とは悪友のような関係で仲も良かったが、彼が黒将の影響で赤緒を暴行した時には躊躇なく銃を突きつけた。

ダビング・スール
搭乗機：ホワイト＝ロンド（上操主）
ベネズエラ軍所属。元アンヘル監視官。階級は中将。33歳。軍高官でありながら、何を考えているか分からない多少人とズレた雰囲気を持つ男。右目の下、両兵とは丁度逆の位置に傷痕を持つ。
青葉らがモリビト1号との最初の戦いでこれを撃退した後、兵を率いて現れアンヘル解散を宣言。軍へのアンヘルの人員・設備の接収を指揮し、血続としての訓練に応じたルイを施設に連れ帰る。その際、保護者として随伴することを要求した南の同行を“髪を伸ばすこと”を条件に応じた。また、慣れない軍服のスカートに抵抗を示す南に対し、穿くことを軍施設に留まる条件とするなど、立場を利用しては言うことを聞かせる。
黒将とは旧知の関係。そのことから催眠術を習っており、ルイを暗示に掛けたこともある。風貌は歳より若く見られ、南には年下に思われていたこともあって、ぞんざいな口を利かれている。
しかし、その実はベネズエラの未来を考えていた。カラカスの戦いで搭乗していたホワイト＝ロンドを核爆弾の投下マーカー機とし単身バーゴイルの部隊に特攻。自らを囮に残存していたバーゴイルを核で一掃し、壮絶な最期を遂げる。南への想いも真実のものであり、カラカスの戦いが始まったとき求婚するも、それは自身の最後を覚悟してのことであった。
その死の間際、黒将との曰くが明かされる。過去ダビングは日野白矢と行き摺り、自身の大切な人について語りあった。一兵卒として過ごしていたころ、津崎静花が兵たちにレイプされる現場に出くわし、その経緯から白矢により顔に傷を刻まれる。白矢の目を見たダビングは、自国ベネズエラの行く末に不吉なものを直感した。
その事件を切っ掛けに、若くして中将の位地を手にした彼は、成長した静花、そして黒将と名を変えた白矢と再会し、軍部に近付いた彼らの「八将陣計画」に協力して八将陣設立を幇助する。しかしダビングにとってそれは本意ではなく、黒将の本質を知るが故に彼らのことは一貫して危険視しており、政府首脳陣に再三報告をしていた。
アンヘル監視の任も続けるダビングが、南とまだ幼かったルイの姿に安らぎを見出したのはそのころのことだった。
Re:VISION
死後に命の河と一体化し、黒将に抗う顕のもとに現れ、その背中を押した。

アーケイド
搭乗機：トウジャCX（上操主）
ベネズエラ軍所属。階級は少尉。トウジャの上操主を務める。女性。
軍規を至上とする徹底した冷酷なリアリスト。温情的なフィリプスとは馬が合わず、モリビト2号と対峙した時、操主・青葉に「上と下の息がバラバラ」と批判される。フィリプスとは最終的に完全に対立することとなる。
Re:VISION
搭乗機：トウジャCX、ポーンズ
どういう経緯をたどったのかは不明だが、セシル配下の最新型強化人間として登場。ストームの部下だが、反抗することも多い。
冷酷さと激情的な一面を併せ持ち、猪突猛進の戦闘を行う。相変わらず相手を見下した言動が目立つ。ルイ操るナナツーマイルドとの戦闘の際には自身の敗北を悟ると脱出し、トウジャをマイルドに組み付かせて自爆させた（結局、ナナツーマイルドを撃破することには失敗した）。
宇宙での戦闘ではポーンズに搭乗。トーキョーアンヘルと八将陣との戦闘に割って入り、キョムの母艦を目指す顕（黒将）操るモリビト1号と対峙。ここでもやはり旧式と侮り猛攻を加えるが、あえなく撃破され宇宙に散る。

フィリプス
搭乗機：トウジャCX（下操主）
ベネズエラ軍所属。
アーケイドのパートナーとして下操主を務めるが、子供（広世）に銃を向け射殺することも厭わないアーケイドに不満を持つ。テーブルダストへと向かうモリビト2号・青葉のために上官であるアーケイドの命令を正面から否定し、銃を向けられるがエルニィに助けられ逆に取り押さえる。
1991年（旧・エクステンド）
搭乗機：ナナツーウェイ（上操主）
幾人かの部下を引き連れ、南米を制圧した「キョム」に対してレジスタンス行動を取っている。「隊長」と呼ばれ、それなりの信頼もあるようだ。
28歳、彼女ナシだが、面倒見の良い兄貴分として広世らに接している。

## 1988年以前からの登場人物
日野 白矢（ひの はくや）
搭乗機：モリビト1号
小河原現太の友人。現太から剣術も教わる。
現太と共に津崎家を訪れたその折、津崎静花と初めて出会う。高津重工の「才能機」の開発に参加し、ベネズエラに渡りテスト操主をしていたころ、静花と再会。やがて恋仲となる穏やかな日常を暮らしていたが、静花をベネズエラ軍のタカ派に人質にされ、軍部高官（後のシーンでは“大佐”と呼ばれている）に脅迫されやむなく初の戦闘用人機モリビト1号の操主となる。
市民デモ鎮圧のため出動させられ、モリビト1号をもって無辜の人々を傷付けてしまう白矢だったが、帰還した彼を待っていたものは軍人らにレイプされた静花の無残な姿だった。悲しみと憎しみのあまり彼は、静花の介護のため彼女を抱えていた高津重工の技術者らを犯人と誤解して全員を斬殺してしまう。さらに、その光景を見て錯乱する静花に拒否されたため、狂気に囚われ自らも静花に暴行を加えた。
完全に人機操主が陥るといわれる暗黒面に取り込まれた彼は、“大佐”が乗る車をモリビト1号で破壊して殺害。小川原現太のモリビト0号と対決。相打ちとなり互いに傷付き人機を降り、白矢は現太に斬り掛かったが、それを庇ったその妻・赤菜に阻まれ、結果彼女を手にかける。後に「黒将」を名乗る彼の終らない憎悪と、狂気の野望の始まりであった。テレビアニメ版では、赤菜に恋心を持っていて現太に嫉妬したことが原因で彼に斬りかかったが、庇った赤菜の死体を見てその場から逃げだした後、黒将としての自分が始まった。
Re:VISION
青葉と両兵が駆るモリビト2号エクステンドに敗れたのち、黒将という「残滓」を残し、テーブルダスト＝血塊と一体化して眠りについていた。
最終決戦で黒将としての意識と顕としての意思の間で苦しむ顕の前に現れ、現太、静花、ダビング、赤菜と共に顕を黒将に勝利させるべく語りかけた。

大池 赤菜（おおいけ あかな）
「人機」の生みの親。赤緒の容姿は彼女に瓜二つ。人機のコード（配線）につまづいて転びそうになるなどかなりの天然ドジっ娘らしく、そういったところも赤緒は似ている。
人機のテスト操主をしていた小河原現太と出会い、やがて彼の妻となる。現太との間にできた一子（小河原両兵）は結婚の前に儲けていた。
日野白矢から夫を庇い、命を散らす。
Re:VISION
最終決戦で黒将としての意識と顕としての意思の間で苦しむ顕の前に現れる。

コール・ウインドゥ
黄坂ルイの実父。かつて13年前、回収隊ヘブンズのリーダーであった。
黒将と渡り合える程の実力を持っていた操主であったことと併せて、そのことがダビングにより語られる。また南の回想では失踪したことが表された。当時コールはヘヴンズ基地が襲撃され娘のルイが一人生き残った他全滅したことを目の当たりとし、失意の様子でルイを置いたまま立ち去っている。
Re:VISION
搭乗機：トウジャCX、ポーンズ
セシル配下の人機操主「ストーム」として登場。アーケイドとコンビを組む。
妻を殺した張本人である黒将に並々ならぬ憎しみを抱いており、最終決戦で黒将に打ち勝った顕でさえも直前まで黒将として対峙していたため顕を黒将とみなし襲いかかる。そして顕を守ろうと立ちはだかったルイさえも偽物と断じ、諸共に殺そうと刃を放つも、その刃がナナツーマイルドを切り裂く直前に放たれたルイの言葉を受けて我に返り、ようやく親子としての再会を果たした。その後シャンデリアを破壊しようとする顕を援護するためセシルと対峙。機体を大破させながらも顕のために奮闘した（以上、ルイENDの出来事）。
最終決戦後、ルイに「恥知らず」と罵られてしまい、苦笑していた。

立花 相指（たちばな そうし）
エルニィ立花の祖父であり人機「トウジャ」を設計した人物。山野武利らアンヘルスタッフとも旧知の技術者。作中では既に他界している。
リレイション
ハマドのハイアルファー能力「メメント・マトリクス」により呼び起こされたエルニィの記憶、過去の世界にて登場。そこに飛ばされる蒼旗の意識と融合してしまう。蒼旗と共にエルニィを救いハマドの企みを退けた後、彼に意思を託し天寿を迎えた。

## 1991年（旧・エクステンド）からの登場人物
柊 赤緒（ひいらぎ あかお）
声 - 稲村優奈（テレビアニメ版） / 一色ヒカル（ゲーム『Re:VISION』） / 早見沙織（ドラマCD『リレイション』） / 越飛花梨（ゲーム『リザレクション』PC版） / 清水愛（ゲーム『リザレクション』PS4・Switch版） / 歩サラ（ゲーム『Unlimited』） / 岡本理絵（ゲーム『Infinity』）
搭乗機：モリビト2号、キリビト・ザイ（テレビアニメ版）
1991年での主人公。身長157cm。小河原両兵や黄坂ルイとの出会いでモリビト2号の新たな操主となる少女。
両兵に八将陣と勘違いされるほどの強力な血続としての力を持つ。3年前以前の記憶がない。強度のお人好しで、そのためか人の役に立つことに喜びを感じている。高校生になったばかりの学生だが、住まわせてもらっている柊神社で巫女としても働いている。
当初は戦闘に不慣れだったが、経験を重ねるごとに日々強くなっている。人機の動力源である血塊炉を停止させる能力「ビートブレイク」を使い、戦いの最中に見たバルクスのファントムを見よう見真似、しかも応用して空中で使う（空中ファントム）などその操縦センスは加速度的に磨かれていく。
普段の性格はかなりの天然だが、戦いでのここ一番の芯の強さは青葉にも似ており、両兵は「土壇場の根性もよく似てるぜ」と評する。
3年前以前の記憶がない彼女であるが、幼少期の両兵と青葉を眠っているときに夢に見るなど、彼らと何らかの深い関わりがある様子。1988年「ベネズエラ編」で黒将が造った小河原赤菜とそっくりの少女が登場しており、作中に言及はないがその少女こそが赤緒本人であることが仄めかされている。
テレビアニメ版では16歳。人機に乗るたびに自身とそっくりな女性（小河原赤菜）の幻影に忠告を受けるも、シバの企てにより暗黒面に取り込まれてしまう。
リレイション
搭乗機：モリビト天号（上操主）
変わらずアンヘルの操主として戦い続けている。両兵が行方不明（幽霊状態）となったため、出会った蒼旗と共にモリビト天号に搭乗する。
3年前、モリビト2号に乗って戦っていた際に自衛隊をキョムの人機の攻撃から救ったことで自衛隊のアイドル的存在になっており、「希望の星」と呼ばれたり、ビッグナナツーに乗り込むことになった近藤他の隊員からの対応が他のアンヘルメンバーに対するものとはまるで違ったりする。
3年前に柊垢司の養子となったが、直後に柊神社に引き取られたことが語られた。そのため彼の人となりは覚えておらず、その息子・蒼旗の存在も知らなかった様子。蒼旗と出会い、義理の弟が出来たことを喜ぶ半面、両兵がいなくなったことに寂しさを感じている。
蒼旗に対しては過保護気味。アルコールが入ると人が変わるらしい（エルニィ談）。さらに、エルニィと蒼旗の間に割って入ったときはアルコールのせいなのかは定かではないが、注釈が入るほど恐ろしい表情をして（エルニィ曰く「完全モザイクものの顔」）、蹴りと妙な技でエルニィをKOした。
しかし蒼旗が両兵の存在を知りながら黙っていたことを知り、仲違いしてそのままシバに拉致され、その先で両兵の身体を乗っ取ったハマドにレイプされてしまう。
Re:VISION
搭乗機：モリビト2号、モリビト2号エクステンド
ヒロインの一人として登場。操主になる経緯などは「エクステンド」と同様。成績は中の上だが、よく居眠りをしている。
今作では主人公・氷野顕が同居人として住んでいることもあり、家庭的な一面が強調されている。顕にとっては初恋の人物だが、当の彼女は顕を異性として意識していないような様子が見受けられる。しかし特別な感情は抱いている模様。学園祭のコスプレ喫茶では柊神社の巫女服姿になる。
ルート進行に関わりなく、黒将の影響を受けた顕から暴行を受けてしまう（彼女のルートであるか、そうでないかでシーンの印象は180度変わる）。
今作で彼女は小河原赤菜（大池赤菜）のクローン体であること、通常の血続を凌駕する存在となるよう強化された結果、シバ同様に寿命が短いことが明言されている。シバとは誕生日が同じであることが分かっている。

川本 さつき（かわもと さつき）
声 - 野中藍（テレビアニメ版） / 青葉りんご（ゲーム『Re:VISION』） / 中家志穂（ゲーム『リザレクション』PC版） / 橘志保（ゲーム『リザレクション』PS4・Switch版） / ほしな詩乃（ゲーム『Unlimited』） / 月城花梨（ゲーム『Infinity』）
搭乗機：ナナツーライト、モリビト2号（テレビアニメ版）
アンヘルのメンバーである川本宏の妹で、赤緒やルイと同じく血続の力を持ち人機の操主となる。
中学生になったばかりの13歳。身長144cm。家業である旅館の仕事を手伝っており、普段から和服（曰く旅館の正装）を着ている。操主となってからは柊神社に住み、赤緒の高校の付属中学校に通う。
大人しく引っ込み思案な性格だが、音信不通の兄を探しに単身東京に来るなど時に大胆な行動も見せる。人機に出会ったことで彼女の運命もまた変わっていき、仲間たちに支えられ戦いに望み、強い心を成長させていく。
ルイ同様カリスにレイプされかけたが、たまたまその場に居合わせた両兵により助けられる。その後、再びカリスに襲われるが兄への思いが力を発動させ撃退した（その時のカリスの台詞は、ルイのレイプが未遂であると推測できるものだった）。
小さく1コマのみだが、1988年にも登場（『真説』のラスト）している。
テレビアニメ版ではナナツーライトが最終決戦まで登場せず、赤緒がアンヘル参加を拒否しているため、モリビト2号に乗り込む。戦うたびにひどい傷を負っているが、それでも赤緒を責めることはせず、気丈に振舞っている。
リレイション
ルイとメルJ同様、行方不明となっていたが、後に兄を人質に取られてカリスに拉致されていたことが判明。
シックス・ナイドの額にあるユニットに組み込まれ、人質代わりにされる。「ダブル・ワン・ライフ」で自身は無事だったとはいえ、並行世界の自分の記憶は全て持っているため、心が壊れかけていた。メメント・マトリクスを仕掛けてさつきの意識に入り込んだ蒼旗（さつきは蒼旗を知らないので両兵の姿）に「汚されてしまったから行けない」と告げるが、蒼旗の言葉に感情を爆発させ、モリビト天号の手で救出される。
検査の結果異常はなく、極めて健康であることが分かったため、正式にアンヘルに復帰。かつての仲間たちと再会したが、蒼旗の配慮もあって彼とは会っていない。ジュリの王様ゲーム時に負けそうになった時、自衛隊のジャンクパーツの中に詰っていたナナツーライトに乗り込み、戦いに参戦する。下操主には、J.J.が乗ってくれている。
Re:VISION
搭乗機：ナナツーライト、ナナツーライト・エクステンド
ヒロインの一人として登場。ほぼ「エクステンド」と同様だが、最初から柊台学園に通う生徒として登場。
今作では両兵の代わりに顕が活躍するので、彼を兄のように慕うようになる。学園祭でのコスプレ喫茶ではスクール水着を着用。
争いが終わってもなお戦いで己の存在を主張しようとするシバとそれに応じようとした赤緒を普段は見せないような激しい口調で封じ込め、戦いを止めた。
本作では大胆な一面を発揮する場面が多く、戦いにおいても恋においても、その芯の強さを見せた。

メルJ・ヴァネット（メルジェイ・ヴァネット）
声 - 皆川純子（テレビアニメ版） / 緒田マリ（ゲーム『Re:VISION』） / 手塚りょうこ（ゲーム『リザレクション』PC版） / 立石めぐみ（ゲーム『リザレクション』PS4・Switch版） / ももぞの薫（ゲーム『Unlimited / Infinity』）
搭乗機：シュナイガートウジャ
金髪のイギリス人女性。身長180cm。血続の力を持つ。エルニィのシュナイガートウジャを強奪し単独でキョムと戦っていた。
補給物資を受けることを条件に成り行きでアンヘルに協力することとなり、敵に捕まった赤緒を救出する手助けをする。その後も彼女がメンバーたちに心を開くことはなかったが、宿敵である八将陣の一人、J・ハーン（マージャ）との戦いでその心境は大きく変化することになった。
本名はメシェイル・イ・ハーン。かつてイギリスにあった「グリム協会」の村（テレビアニメ版ではグリムビレッジと呼ばれる）出身の彼女は、瀕死の怪我を負ったことを切っ掛けに義兄であるJ・ハーンの技術で常人の数十倍の回復力を持つ体に改造されている。また、キョムのメンバーとなってグリム協会を裏切りったJ・ハーンに弟を殺されており、故郷の村もまた八将陣に滅ぼされている。その復讐のために彼女は生きてきた。
銃を良く扱い、彼女自身の戦闘能力も高く、操主としての腕も非凡。
シュナイガートウジャで「アンシーリーコート」「アルベリッヒレイン」などの必殺技を使う。
小さく1コマのみだが、メルJもまた1988年に登場（『真説』のラスト）している。
リレイション
ルイとさつき同様、現在は行方不明となっている。
シックス・ナイド戦で「メメント・マトリクス」でさつきの意識に入り込んだ蒼旗の危機に現れ、カリスに銃を突きつけて蒼旗とさつきを逃がす。その際、「天号は二人乗りなのだからもう一人がここにいても不自然ではない」と発言しており、その時天号に同乗していたJ・JがメルJとなんらかの関わりがある人物であることを示唆するような内容だった。
Re:VISION
搭乗機：シュナイガートウジャ、シュナイガートウジャ・エクステンド
ヒロインの一人として登場。「エクステンド」と同様の経緯で参入するが、目をつけたのは両兵でなく顕。
普段こそ素っ気ないのだが、顕が訓練を要請した時にはあっさりと応じ、銃の扱い方を実物で（しかもかなり熱心に）教えている。
なぜか畳について詳しく分析した。
意外とノリが良かったり、異性関係に疎いなどの描写があり、顕は「意外とかわいらしい人」と評している。学園祭の準備にシュナイガートウジャで参加したり、マキにごり押しされて柊台学園の制服を着たりもしている。

柊 五朗（ひいらぎ ごろう）
声 - 草柳順子（ゲーム『Re:VISION』）
柊神社の神主。記憶を失っている赤緒を自宅でもある社務所に住まわすなど、懐の広い人物。挙句に柊神社をアンヘルの拠点とされてものほほんとして、むしろ協力している。
男性だが、一見してそうは見えず女性的なキャラクター。実際、女性に興味はなく両兵が柊神社に住むこととなった時に恥かしがるなど、完全に女性としてのリアクションを取っていた。
五人兄弟の末っ子であるらしい。
Re:VISION
「エクステンド」同様に、神社をトーキョー・アンヘルの拠点にされてものほほんとしている。
皆で一緒にやったゲームで勝利した時、「キス」の文字が書かれたカードを引き当て、その相手に両兵を指名した。
柊神社の地下に眠るテーブルダストの力を開放する能力を持ち、最終決戦では上空で激しい戦いが続く中、舞によって命の河の力を開放し、顕に全てを託した。

友次（ともつぐ）
声 - 城崎彦太（ゲーム『Re:VISION』）
政府の諜報科特務隊員という肩書きで登場。南に接触し公式の場でキョムの侵攻に晒される日本社会に対してアンヘルの声明を発表する場を設けた。実際はウリマン・アンヘルのメンバー。ルイ、さつきに彼女らの搭乗機となるナナツーライト、ナナツーマイルドを授けた。
普段は茫然たる雰囲気の男だが、両兵とメルJとの対決に割り込んで止めるなど、只者ではない片鱗を見せる。現太、ヤオとは旧知。
八将陣の動きを逸早く掴んでおり、社会の裏事情に精通している。ベネズエラの首脳もその名を知っている。
通信での声だけの出演だが友次は1988年でも作中に登場している。黒将を追う現太にその居場所を教え、勝世に情報を与えていた。
リレイション
蒼旗の素性を調べるなど、南に協力して活動している。

セシル
キョムの衛星要塞「シャンデリア」の内部で八将陣に協力する謎の少年。天才科学者であること以外詳細は不明。
キョムを自身の研究のために利用しているだけと嘯く彼は、さらに人体実験など非道な行いを繰り返していることを匂わせて語っており、実際にJ・ハーン（マージャ）は彼が造った人造人間であった。
キョム以外の組織とも関係を持っているようであり、シバはキョムにとって不穏な動きを見せる彼の動向を探るためジュリを遣わせている。殺されたはずのメルJの弟であることが仄めかされているが、その明確な正体・行動目的は未だ謎に包まれている。
Re:VISION
搭乗機：ゴルシル・ハドゥ、キリビト・ザイ、キリビト・ザイ エクステンド
「エクステンド」と同様だが、パートナーとしてビュケがおり、配下にアーケイドとストームがいる。
メルJの弟であることが明言されている。年齢不相応な冷静さを持つが、絶望しか知らず、その性格は歪みきっているが、意外と素直な一面もある。
しかし内心では誰かに止めてもらいたかったようであり、愛情を求めていた。それを知っていたビュケの手でトーキョーアンヘルにその後を託される。
ED後は南からの資金提供を受け、赤緒および涼子（シバ）の延命のための研究を行っている。

## リレイションからの登場人物
柊 蒼旗（ひいらぎ そうき）
声 - 粕谷雄太（ドラマCD『リレイション』）
搭乗機：モリビト天号（下操主）
リレイションの主人公。柊垢司の実子であり、赤緒とは義理の姉弟に当たる。14歳。
故郷の港町でアンヘルの戦闘に巻き込まれ、半ば成り行きながらもモリビト天号に搭乗することとなった。その際怪我した額に傷跡を持つ。
良くも悪くも自分の感情に素直な少年。男に興味はないと豪語するほどの無類の女好きでクラスメイトからもスケベ扱いされていた。しかし「女の子には笑っていてほしい」という思いを持っており、それが彼の行動理念を成している。実際にそのことを理解するクラスの女子からはむしろ嫌われてはおらず、故郷を発つ彼は見送りを受けていた。その信念は何があっても揺るがず、敵であるはずのキッサの幸せを望み、またキッサも彼の想いを理解したほど。
最初は日常とは掛け離れた人機での戦いを拒否するも、その性格から義姉・赤緒を助けるためモリビト天号を操り、搭載されているハイアルファーを駆使して敵を撃破した。自身の思いから天号の操縦はほとんど彼が行い、赤緒に負担をかけまいとしている。赤緒の危機だったとはいえ無意識にファントムを使って見せたりなど、その才能には天性のものが感じられる。
ある時、夢に現れたトーキン・フゥから「涙の死々壺」を託され、彼の前で女性が悲しんで涙を流せば壺にそれが溜まっていき、壺が一杯になったときに死に至るという過酷な試練を課せられた。これが結果的に彼の背中を押すことになるのだが、様々な制約が生じてしまっている。
「メメント・マトリクス」の一件以降エルニィから想いを寄せられてしまい、過保護気味な赤緒と三角関係じみた関係になってしまった。
当初は私服姿で天号に乗り込んでいたが、シックス・ナイド戦でビットウェイからパイロットスーツをもらった。
柊 垢司（ひいらぎ あかし）
蒼旗の実父で赤緒の養父。モリビト天号の製作者。現在は行方不明だが、「天号には自分の息子が乗ってほしい」と言っていたことを友次が語る。
イン・ビットウェイ
アンヘルに補給物資を届けに来たアメリカの企業「ハイド」の代表。
さわやかな好青年だが、蒼旗と面会した時の自己紹介で「僕が黒幕です」といきなり暴露した。だが後述する事情もあり、蒼旗（と両兵）はそのことを覚えていない。
自身の人機を持っているらしく、ハイアルファー「キング・ハーツ」の力で蒼旗（と両兵）を催眠術にかけ、様々な情報を引き出す代わり、自身に関する情報を蒼旗に明かし「キョムの元メンバーを使って仕掛けている」ことを暴露。「キング・ハーツの完成には生贄が必要なので、今後もハイアルファー人機で仕掛けていく」と宣言したが、蒼旗から会話の記憶を消す（つまり秘密は守ったことになる）。「キング・ハーツ」を破って質問をぶつけてきた蒼旗に惚れ込んだらしい。
補給物資と共に「クリオネル・ディバイダー」をもたらした。
J・J
搭乗機：モリビト天号（上操主）、ナナツーライト（下操主）
ビットウェイの秘書。血続。
その容姿はメルJに酷似しており、南が見間違えたが、瞳の色が赤くて髪も長く、口調も丁寧（キツいところは同じだが）。
カリス駆るシックス・ナイド戦で人質にされた赤緒とエルニィに代わり、ビットウェイの指示を受けてメルJ用のRスーツを着用して蒼旗と共にモリビト天号に搭乗。トレースシステムのダメージフィードバックに苦しむが、メメント・マトリクスを仕掛けてさつきを救出した後はコックピットを「怖い」と感じなくなった。その後、ビットウェイからの命令で、アンヘルの監視員としてビックナナツーに滞在することになる。ジュリの王様ゲーム時、さつきと共に自衛隊のジャンクパーツの中にあったナナツーライトの下操主となって、さつきをサポートする。それからさつきと行動を共にすることが多くなり、メルJが来ていたRスーツを着て臨時戦闘員として待機している。
眼鏡が逆三角形だったりなど細部に違いはあるが、胸を強調した服装だったり、好きなものが「海」だったりなど、メルJとの共通点は多い。

## 八将陣・キョム
黒将（こくしょう）
声 - 浪川大輔（テレビアニメ版）
搭乗機：モリビト1号→モリビト1号エクステンド、キリビト・コア（テレビアニメ版）
黒き仮面で素顔を隠してベネズエラ政府の影で暗躍していた謎の人物。血続。八将陣の統率者。
日本刀を携え、小河原現太と互角の卓越した剣技を見せるその正体は日野白矢。現太に隠されたかつての自分の人機モリビト1号を奪取し、テーブルダストを占拠するためにベネズエラ政府を利用していた。血続として優れた人機操縦能力を有しており、大出力の血塊炉を持つ戦闘用人機・モリビト1号で、モリビト2号に乗る青葉達に圧倒的な実力を見せ付ける。
青葉との最初の対決では、青葉&ルイのモリビト2号、両兵&南のナナツーウェイ、勝世&広世のトウジャCXによる人機三体がかりの攻撃すらあしらい、リバウンドプレッシャー、ファントムを使いこなして、モリビト2号以外の人機を行動不能にした。
また黒将は血続として先んじて、アルファーを習熟して用いている。通信機として使う、剣による斬撃に「力」を加え遠距離のものを攻撃する、接触した相手に電撃を放つ（旧・エクステンドではシバもこの技を見せた）などの能力を見せ、血続が異能として戦闘に特化した姿を体現する。
モリビト1号の血塊炉の影響で不老となっており、外見と声は13年前と変わっていない。少年の姿を保っている彼ではあるがその実、津崎青葉の本当の父親である。人機に取り込まれ、数々の凶行を犯す彼はまた催眠術を使うことができ、人の心の暗黒面に付け入り広世を操った。
青葉たち三体の人機との戦いでは終始優勢だったものの、最後に青葉が放ったファントムを上乗せしたモリビト2号の渾身のパンチと相討ちとなり撃退される。
その後はアンヘルの前から行方を眩ませるが、キョムと共に世界に死と破壊をふり撒く侵攻の準備を着々と進めてゆき、八将陣を率いてその悪意の権化としての姿である1号機と共に再び青葉の前に現れる。
テーブルマウンテンでの青葉・両平との決戦ではモリビト1号でテーブルダストを消滅させるなど常識を超えた力を見せ、機体はモリビト2号エクステンドに対抗してモリビト1号エクステンドとなったが、「命」と「信念」を燃やす2人の力の前に倒された。
シバ
声 - 平松晶子（テレビアニメ版） / いねむりすやこ（ゲーム『リザレクション』）
搭乗機：ブラック＝ロンド、モリビト1号（テレビアニメ版）
八将陣の一人である少女。ブラック＝ロンドを駆り空中ファントムを披露して両兵のモリビト0号を翻弄するが、「命の力（エクステンドチャージ）」を発動させた0号に敗れる。
津崎静花となんらかの関係がある。
1991年（旧・エクステンド）
搭乗機：キリビト・コア
青葉に似た外見を持った少女。性格は正反対で奔放的。八将陣のリーダー。
両兵と渡り合うほどの剣技の達人として登場。アルファーを操るなど血続としての能力を持つ。
八将陣に好き勝手な命令をしているが、ジュリからは命令を遂行する代わりに試験問題の作成を頼まれたこともある。
テレビアニメ版では赤緒を暗黒面に取り込むために執拗に挑発する。その一方で、青葉の回想において彼女とシバが対面するシーンがあり、シバを見た青葉は面影が静花に似ていることに驚愕している。
『JINKI:EXTEND コンプリート・エディション』3巻では、右目を赤緒によって刺され失明したことが新たに描き下ろされた最終話にて明かされた。
リレイション
右目に透けているタイプの眼帯を着けている。最終話でハマドの意識を両兵の身体に移して赤緒をレイプさせた。

バルクス・ウォーゲイル
搭乗機：O・ジャオーガ
顎鬚をたくわえた大柄の男。武骨な威丈夫。戦い、生き方に強固な哲学を持ち、青葉に少なくない影響を与えた。
テーブルダストへと向かう青葉の空神モリビト2号を阻むために現れた八将陣五人のうちの一人。そのテーブルマウンテンでの戦いでは陣頭指揮を取っていた。
消耗したジュリ（後述）、マージャを撤退させモリビト2号との一騎討ちに望み、空中ファントムを使いこなして追い詰めるが「命の力（エクステンドチャージ）」を発動させたモリビト2号＝青葉に敗れる。
1991年（旧・エクステンド）
搭乗機：O・ジャオーガ
アンヘルの前に強敵として立ち塞がった。モリビト2号操主・赤緒に闘いに望む信念を芽生えさせる。
赤緒に敗れてからは八将陣を辞め、どういう経緯か野球選手に転職し外人打者として阪神レオポンズに球団入りしている。

ハマド・アランドラ
搭乗機：K・マ
褐色の肌で頭にターバンを巻いた男。
テーブルダストへと向かう青葉の空神モリビト2号を阻むために現れた八将陣五人のうちの一人。八将陣の人機5体がかりをも退けるモリビト2号が初めて放ったリバウンドプレッシャーによって撃破される。
1991年（旧・エクステンド）
搭乗機：K・マ
布帯を自在に操り武器とする。慇懃な言葉遣いとは裏腹に、女性を切り刻むことに悦びを見出す屈折した性格。黒将ほどでないが催眠術が使える。
バルクスが捕らえた赤緒のRスーツを溶かすため、彼女をセシル（後述）の作った溶液で満たした水槽に入れ水責めに等しい仕打ちを与え全裸にするなど、そのサディスティックぶりを発揮した。
その後、カリスと組み兄を思慕する川本さつきの心につけ込んで催眠術をかけ追い詰めるも、両兵、赤緒、そしてルイら仲間に支えられるさつきに敗れる。
リレイション
搭乗機：グルーク
過去の戦闘で負傷し植物状態となっていた。しかし、ハイアルファーの力で水中用人機・グルークを操り、天号に乗る蒼旗、エルニィをハイアルファー能力「メメント・マトリクス」の罠に捕らえる。エルニィの過去の記憶を改竄し思い出を失わせようとするも、彼女の祖父・立花相指の思いを継ぐ蒼旗に阻止され、天号との戦闘の末、倒される。
その後も植物状態のままだったが最終話でシバに両兵の身体へと意識を移され、Rスーツを溶かされて拘束されていた赤緒をレイプした。
なお、「アランドラ」の姓は9話で明かされた。

カリス・ノウマン
声 - 岩田光央（テレビアニメ版） / 風見トーリ（ゲーム『Re:VISION』）
搭乗機：バーゴイル・シザー
テーブルダストへと向かう青葉の空神モリビト2号を阻むために現れた八将陣五人のうちの一人。血続であることが分かっている。褐色の肌を持ち、顎の右に傷跡がある。
母親から虐待を受けていた影響で女性に恐怖感を抱く気弱な少年だったが、八将陣となってからは好戦的かつ女性を嗜虐の対象と見る性格に豹変した。八将陣となる前にベネズエラ軍の施設で操主としての訓練を受けていたことがあり、その時ルイと出会っている。
テーブルマウンテンの地形を知り尽くす青葉＝空神モリビト2号の新兵装である左腕のガトリングガンで血塊炉を破壊され敗れる。
1991年（旧・エクステンド）
搭乗機：バーゴイル・シザー
巨大なカマを武器とする強化人間。コーヒーに砂糖を大量に入れる甘党。口の右下にピアスをし、左肩から腹部、左腕、背中に亘ったトライバル系の刺青（もしくはそれに似た模様）を持つ。
その性格ゆえにルイやさつきに暴行をはたらくも未遂に終わり、バーゴイル・シザーやハマドのK・マでルイ、さつきのナナツーマイルド、ライトに前にはだかるがことごとく撃破される。
リレイション
搭乗機：シックス・ナイド
さつきを拉致し、ハイアルファー「ダブル・ワン・ライフ」の力で数多くの並行世界の彼女をコピーしてハーレムを作っていた。コピーの内何人かは自身の配下としていたが、ハイアルファーの発動条件の制約もあり、さつき本人には手を出していない。
ビットウェイから与えられたシックス・ナイドを駆り、紳士的な態度の演技をしてアンヘルの前に現れる。蒼旗とJJが駆るモリビト天号と対峙した時に本性を現し、頭部に据え付けたユニットにさつきを封じ込めていることを利用して天号を追いつめる。しかし最終的には蒼旗達の怒りを買い、ハイアルファーの力で違う場所へ飛ばされると同時に自身の体が女体化し、そこへ居合わせた暴漢によってレイプされるという自業自得な末路を迎えた。

ジュリ
搭乗機：CO・シャパール
テーブルダストへと向かう青葉の空神モリビト2号を阻むために現れた八将陣五人のうちの一人。女性。バルクスに好意を寄せている。
CO・シャパールのトリッキーな攻撃でモリビト2号を翻弄するが、左腕を破壊されバルクスの判断で撤退させられる。
しかしやはりバルクスのことが気になり引き返したのか、青葉に倒された彼のO・ジャオーガを1号機の攻撃で消滅するテーブルマウンテンからCO・シャパールで助けだしている。
1991年（旧・エクステンド）
搭乗機：CO・シャパール
鞭を武器として使いこなす八将陣の一人。
赤緒の通う高校に「八城ジュリ（やしろジュリ）」の名で教師として勤務しており、赤緒のクラスの担任を受け持つ。男子生徒から姐御肌の性格とキツそうな外見からか「女王バチ」というアダ名で呼ばれている。教師としては有能なようでその授業はよく分かるらしく、それゆえになおのこと赤緒は敵であるはずの八将に授業を受ける状況にくやしがっていた。
シバの密命を受け、マージャ（J・ハーン）と彼を影で操るセシルの動向を探っている。
リレイション
現在はビットウェイと行動を共にしているようだが、詳細は不明。
Re:VISION
原作とは異なり赤緒が攫われる以前から教師として柊木台学園に潜入しており、意外と普通に、しかも熱心に教師をしている様子が見られる。

ヤオ
搭乗機：トーキン・フゥ
仙人のような風体の老人。小河原現太とは見知った間柄で、テーブルマウンテンで会ったときには被り笠に煙管、着物といった出で立ちだった。眉毛は無くカエルを髣髴させるひしゃげた面相をしており、耳朶が尖っている。
現太を黒将の許へと導いたり、人機に取り込まれた両兵が殺そうとしたシバを救い、両兵の手が血で汚れるのを寸手で阻止するなど、何らかの形で小河原親子に関わっている。友次とも面識があるようだが、詳細は不明。
1991年（旧・エクステンド）
八将陣の一人。コンクリートをも貫く護符（紙）を武器とし、相手の声を発せられなくするなどの術を使う。皮膚の色は明らかに普通の人間とは違い、その正体は謎。人相は1988年との違いはないが、こちらは笠を被っておらず中国の道士風の帽子と服装に首から下げる数珠、メガネを着用している。
ある日、両兵のホームレス仲間の内に何食わぬ顔で混ざっていた。八将であるがゆえに両兵と対決するが、追い詰めた両兵を故意に逃がしたり追おうとするカリスらを足止めしたりとその行動は予測がつかず、敵であるのか味方であるのかはっきりしない。うやむやのうちに両兵とは柊神社の社務所の屋根で将棋を指し合ったり、酒を飲んだりする仲となっている。
リレイション
蒼旗の夢の中に人機トーキン・フゥが現れ「涙の死々壺」を託した。蒼旗に語りかけた人機の操主はヤオであると思される。

マージャ（J・ハーン：ジェイ・ハーン）
声 - 黒田崇矢（テレビアニメ版）
搭乗機：ゴルシル・ハドゥ
その顔は仮面のようにも見えるが、人とは違う異形がその素顔。
テーブルダストへと向かう青葉の空神モリビト2号を阻むために現れた八将陣五人のうちの一人。
射出したゴルシル・ハドゥの腕を廃棄してモリビト2号を押さえ追い詰めたが、そのため戦闘能力がなくなったと判断したバルクスに撤退させられる。
1991年（旧・エクステンド）
搭乗機：ダークシュナイガー
メルJ・ヴァネットの義理の兄、J・ハーンと同じ姿で現れる。マージャはセシルの手によって造られた人造人間で、J・ハーンの姿となった際、その記憶をも受け継いでいることが劇中で仄めかされている。
メルJのシュナイガーとの決戦で空中ファントムを使いこなして苦しめるが、両兵と共にファントムを上乗せした「捨て身ではない」アンシーリーコートを放ったメルJに敗れる

イール
搭乗機：キリビト・ザイ（キリビト・コア）
“リレイション”から登場。
キッサと共にキリビト・ザイを操り、赤緒とエルニィが搭乗するブロッケントウジャを撃墜した。赤緒を捕えて弄り殺そうとするが、駆けつけた蒼旗、両兵のモリビト天号に阻まれる。助け出された赤緒が加わったモリビト天号と戦うも、黒い波動を吸収して「ハイアルファープレス」を「発動（バーン）」した天号に敗れる。容赦なく無抵抗の人間をいたぶる性格だが、天号の放ったリバウンドフォールを受けたキリビト・ザイからコアを分離して、強化武装モジュールに搭乗するキッサを身を挺して庇い、機体ごと消滅した。
キッサ
搭乗機：キリビト・ザイ（強化武装モジュール）→ビショッグ
“リレイション”から登場。
イールを「お姉さま」と呼ぶ。いたぶられる赤緒の悲鳴に興奮するなど、イール共々倫理観を持ち合わせていない。モリビト天号との戦いに敗れた後もビッグナナツーを追い、人機・ビショッグを駆り再度襲撃する。蒼旗をイールの仇と狙うが、蒼旗によって海に墜落させられ、ビショッグのハイアルファーを奪われる。最終的には蒼旗の人柄を認め、次なる敵の存在を示唆して消滅する。
さつきによく似ているのもそのはず、実はカリスによって生み出された並行世界のさつきである。身長はさつき本人より低い。

## Re:VISIONの登場人物
氷野 顕（ひょうの あきら）
搭乗機（副操主）：モリビト2号、ナナツーライト、シュナイガートウジャ、ブロッケントウジャ、ナナツーマイルド、ナナツーシャドウ
搭乗機（メイン操主） モリビト1号、モリビト1号エクステンド
「Re:VISION」の主人公。血続。3年前から記憶の混乱がある。柊神社に住み、同居人である赤緒に特別な感情を抱いているが、報われていない。
日常生活においては友人に恵まれているが、友人たち（特に勝世）からの扱いは悪く、報われぬ想いがバレているせいもあって主に弄られ役である。
普段は穏やかな普通の少年であるが、時折勇敢で男らしい一面も見せる。ただし日常生活では割と抜けている。赤緒のこととなるとやたらムキになる。
人機に乗れない両兵に代わり、人機操主としての立場から現場での指揮を任されている。そのためトーキョーアンヘルが保有する人機全てに副操主として搭乗。
不可思議な夢を見て敵側の事情に通じたり、搭乗人機に通常ではありえないような能力を付加することができるなど、謎の能力を持つ。操縦センスは赤緒と同様に加速度的に磨かれていく。血続としては、アルファーを使わずにリバウンドを発現させるなど常軌を逸した能力の持ち主である。
後に、黒将（日野白矢）の縁者であり、同時に柊家にもつながる特別な存在であることをヤオから知らされる。シャンデリアに自ら赴き真実を知った彼は、危機を脱するためにモリビト1号を駆り、圧倒的な力で敵部隊をねじ伏せ、黒将として覚醒してしまう。
しかし顕の意識は消えず、最終的に顕の意思が命の河の力を呼び寄せ、黒将は消滅。エクステンドチャージに目覚めた彼は真機・モリビト1号エクステンドを駆り、パートナーに選んだヒロインの人機をもエクステンド化させ、セシルの狂気に立ち向かう。
涼子曰く、その容姿は黒将（というよりは日野白矢）に酷似しているという。左肩に謎の傷を持つ。
瑠璃垣 なずな（るりがき なずな）
声 - 紫苑みやび（ゲーム『Re:VISION』）
搭乗機：ナナツーシャドウ 、ナナツーシャドウ・エクステンド
「Re:VISION」のヒロインの一人。血続。柊台学園にて養護教諭として働いている。
その正体は友次の同僚で、政府直属の凄腕諜報員。
非常に優秀だが、普段は天然で間延びした甘ったるい口調が特徴的。顕曰く「目のやり場に困るスタイル」の持ち主である。
顕を監視している立場であるが、彼に対してはやたら色気満載のアプローチを仕掛けるため、顕にとってはある意味恐怖の対象となっている。
諜報員だからなのか、忍術のようなものを使う。生身でも極めて高い戦闘能力を持つが、ナナツーシャドウ搭乗時にもそれを活用し、敵を圧倒する。戦闘時には白兵戦でも眼鏡をつけていない。
夫は何らかの事故で死亡しており、未亡人。実はある人物に殺害され、なずな自身も殺害の現場に居合わせていたのだが、その記憶を失っている。
トゥルーエンドでは、同じく大切な家族を失い残された者として、ビュケに深い共感を覚えていた。
志麻 涼子（しま りょうこ）
声 - 遠野そよぎ（ゲーム『Re:VISION』）
搭乗機：キリビト・コア、キリビト・コア エクステンド
「Re:VISION」のヒロインの一人。顕や赤緒のクラスメイトで、生徒会長。
その正体は八将陣のリーダー、シバその人である。シバとして顕らと対峙する以前から学園に溶け込んでいるため、顕のことを「氷野くん」、赤緒のことを「赤緒くん」と親しげに呼び、日常生活にあっては顕たちも「志麻さん」と呼んでいる。かつて両兵のモリビト0号と戦った際に負った傷はもうほとんど消えているがうっすらと痕があり、未だに疼くらしい。
性格はシバ同様に沈着冷静で無邪気だが、素の彼女は世間知らずで、赤緒とは違うベクトルでの天然。何事にも手を抜けない性格でもあるようで、八将陣として黒将を復活させるべく活動している傍ら、生徒会長としての職務にも全力を尽くしている。また、たまに突拍子もない言動や行動をとる。
周囲からは万能超人のイメージで見られているが、顕曰く「人に物事を頼むのが致命的に下手」である。圧倒的な技量を持つ敵の操主でありながら、普段は地味な事務作業に追われているなど、日常と非日常の間でギャップが激しい。
そのほかにも顕が持ってきた弁当（赤緒が作ったカレー）を食べてみたがったり、占いに興味を抱くなど、普通の少女としての一面も多分に持ち合わせている。学園祭でのコスプレ喫茶ではバニーガールの意匠を着用。
少なからず顕に惹かれていることを自覚しており、彼が黒将の器となる存在であることを知ったときには狂喜した。ただし彼女のルートの場合、最終決戦において顕が自分を選んだことを「酔狂」と評しながらも、黒将抜きで彼に惹かれていたと公言しているため、彼に対しては純粋に好意を持っていたようである。
赤緒と同様の出生であり、彼女とは誕生日が同じ。津崎静花のクローンである。自分がクローンであることを自覚しており、短い命故に生き急ぐ節が見られ、またそれを負い目に思っている。
デルフィーヌ・ビュケ
搭乗機：キリビト・ザイ・エクステンド（機体と一体化している）
セシルと共に行動する謎の貴婦人。
かつて夫と息子を喪った未亡人であり、故に世界の破滅を望みセシルに与する。描写を見る限りはセシルとは単なるパートナーというだけの関係ではない模様。
セシル陣営の空中母艦に搭乗して指揮を執っていることが多いが、最終決戦では空中母艦の血塊炉を暴走させてキリビト・ザイをエクステンド化し、自身もキリビト・ザイと一体化して世界を滅ぼすため破壊の限りを尽くそうとする。
しかし、その心の内にはセシルを本当の息子のように大切に想う気持ちがあり、本心ではセシルの未来と幸せを願っていた。最終的にトーキョーアンヘルに敗北するが、セシルを脱出させてアンヘルに託し、散って行った。
なずなルートでは同じ境遇のなずなに深い共感を覚えて人の心を取り戻した。

## リザレクションからの登場人物
三宮 金枝（みつみや かなえ）
声 - 間宮菜南子
シェイナ
声 - 下元理沙
イヴ
声 - 泉水亜紀
カミール
声 - 木村圭助
サイラス・クライヴ
声 - 小林優希
ランディ・ホーマー
声 - 町田広和
ウィラード
声 - 木下章嗣

## Unimited / Infinityからの登場人物
織部 碧(おりべ みどり)
声 - 天知遥